# Эол (сын Гиппота)
Эол — персонаж древнегреческой мифологии. Сын Гиппота, внук Миманта и Меланиппы, правнук старшего Эола. Отец Арны, которую отправил в Метапонт из-за прелюбодеяния с Посейдоном. Позднее усыновил своего внука Беота. Его жена Гиппа (дочь Хирона). У Гомера это имя носит повелитель ветров.
Эол стал персонажем трагедии Еврипида «Мудрая Меланиппа».